# Músculo semiespinhoso
O músculo semiespinal do pescoço é um músculo do dorso. Localizado no lado direito da nuca.